# Matthey et Martin
Matthey et Martin war ein französischer Hersteller von Automobilen.

## Unternehmensgeschichte
Das Unternehmen aus Paris begann 1924 mit der Produktion von Automobilen. Der Markenname lautete Matthey et Martin. 1925 endete die Produktion.

## Fahrzeuge
Das einzige Modell war ein Kleinwagen. Für den Antrieb sorgte ein Vierzylindermotor von S.C.A.P. mit seitlichen Ventilen und 894 cm³ Hubraum. Der Motor war vorne im Fahrzeug montiert und trieb über eine Kardanwelle die Hinterachse an.